# Othellos Athienou F.C.
O Othellos Athienou F.C. é um clube de futebol cipriota de Athienou, Larnaca, Chipre. A equipe compete no Campeonato Cipriota de Futebol .

## História
O clube foi fundado em 1933. 